# Gyurgyevói lincselés
A gyurgyevói lincselés (más néven: Chauncey Hardy-gyilkosság) a 2011. október 9-én, a romániai Giurgiu (magyarul: Gyurgyevó) városában, egy szórakozóhelyen történt incidens elnevezése, mely során Chauncey Hardy amerikai kosárlabda-játékos életét vesztette. A lincselés körülményei nagyon hasonlóak voltak a két évvel korábbi veszprémi késeléséhez és Marian Cozma meggyilkolásához, így nemcsak a román, hanem a magyar sajtóban is nagy visszhangot keltett az eset.

## A gyilkosság estéje
2011. október 8-án a CSS Giurgiu csapata győzelmet aratott a Dinamo Bukarest fölött. Chauncey Hardy a csapat hőse volt, összesen 22 pontot szerzett. Az amerikai kosaras és társai (egy amerikai, egy szerb és két román állampolgár) elmentek megünnepelni egy bárba a győzelmet. Éjfél után egy nagyobb, megközelítőleg 20 fős csoport érkezett a szórakozóhelyre, akik – egyes tanúk szerint – védelmi pénzt szedtek, nőket zaklattak, kötekedtek a vendégekkel. Helyi források szerint a társaság tagjai a gyurgyevói maffia részének tekinthető Butoane-klán "Gipsy" elnevezésű "osztagához" tartoztak.
Chauncey Hardy egyikükkel, a későbbi elsőrendű vádlott Ionut Adrian Tanasoaiával (becenevén: "Gypsy Gypsanu") keveredett konfliktusba a táncparketten. Ezután a társaság több tagja is megtámadta a sportolót, dulakodtak vele, ütötték, rúgták, tárgyakkal sújtottak le rá. Orvosszakértők szerint, amikor Chauncey a földre került, már eszméletlen volt. A tettesek ezután távoztak a helyszínről.
Az eszméletlen sportolót kórházba szállították, ahol megállapították, hogy kómába esett. Életmentő műtétet hajtottak rajta végre, de a műtét során kétszer is infarktust kapott, majd nem sokkal később elhunyt.
Az elsőrendű vádlott, Ionut Adrian Tanasoaia – aki október 10-én önként feladta magát a rendőrségen – később azt mondta, hogy "zavarta, hogy az afroamerikai sportoló román lányokkal táncolt", és elismerte, hogy "kissé meglökte", amikor a barátnőjét kérte fel táncra, "ennek hatására a kosárlabdázó elesett, és beütötte a fejét". Orvosszakértői jelentések ugyanakkor cáfolták az elsőrendű vádlott kijelentését, miszerint csupán fellökte volna Chauncey Hardy-t, a sportoló fején és nyakszirtjén található sérülések ugyanis arról tanúskodtak, hogy – valószínűleg már földön fekvő állapotában – többször nagy erővel fejbe rúgták, nyakát megtaposták.

## Hatása
A mindössze 23 éves sportoló halála lesújtotta mind az amerikai, mind a román társadalmat. Korábbi tanárai a katolikus Sacred Heart, azaz Szent szív iskolából úgy nyilatkoztak, hogy „a világ egy nagyon jó természetű és tehetséges emberrel lett szegényebb”, azt a feltételezést pedig, hogy esetleg ő kezdte volna a dulakodást, kizárták. „Chauncey Hardy nagyon jámbor ember volt, aki a légynek sem tudott volna ártani”, mondták.
A gyilkosság körül sok tisztázatlan jelenség is fellelhető. A román közvélemény igencsak érzékeny volt a témára, mivel két évvel korábban a román kézilabdázót, Marian Cozmát hasonló körülmények közt gyilkolták meg Veszprémben. Akkor a románok nagyra értékelték a magyar társadalom szolidaritását, a hatóságok munkáját, és azt, hogy Marian Cozma csapattársai az életüket kockáztatva védték a bajtársukat. Ugyanez nem mondható el Chauncey Hardy esetében. A kosárlabdázó csapattársai „semmit sem láttak”, és a biztonsági kamerák „sem rögzítettek mindent megfelelően”.
A sportoló emlékére Chauncey Hardy Csarnoknak nevezték el a CSS Giurgiu gyurgyevói kosárlabdacsarnokát.
A román társadalmat megrázta a gyilkosság. Sokak szerint a gyilkosságot a fajgyűlölet vezérelte, hiszen Chauncey Hardy afroamerikai volt. Még szembetűnőbb, hogy – mivel az elkövetők roma származásúak – az eset felerősítette a romaellenességet, amit már Marian Cozma meggyilkolásakor is érezni lehetett.
Mind a román, mind a magyar sajtó már az első pillanattól kezdve párhuzamot vont a két eset közt. Mindkét lincselés szórakozóhelyen történt, mindkét esetben büntetett előéletű csoportok hátulról, falkaszerűen támadtak sportolókra, akiket földön fekvő, már eszméletlen állapotukban is még többször fejbe rúgtak.

## Jogi következmények
Az elkövetőt elsőfokon a  minimálisan kiszabható öt, másodfokon hét év börtönbüntetésre ítélték, de öt év eltelte után feltételesen szabadlábra került. A megölt kosárlabdázó családja kártérítési pert indított az elkövető, a gyurgyevói kórház és annak két orvosa, valamint a román kosárlabda-szövetség ellen.
A Giurgiu megyei rendőrség vezetőjét az ügyet követően alacsonyabb beosztásba helyezték át.